# Кари Брадшоу
Карълайн „Кари“ Мари Брадшоу (на английски: Caroline 'Carrie' Marie Bradshaw) е измислен герой, главна героиня в американските телевизионни сериали „Сексът и градът“ и „Дневниците на Кари“. В първия сериал ролята се изпълнява от Сара Джесика Паркър, а във втория – от АннаСофия Роб. В българския дублаж на сериала и първия филм се озвучава от Силвия Лулчева, а в този на втория филм – от Ася Братанова. В „Дневниците на Кари“ се озвучава от Милица Гладнишка.